# 西川史礁
西川 史礁（にしかわ みしょう、2003年3月25日 - ）は、和歌山県日高郡川辺町（現：日高川町）出身のプロ野球選手（外野手）。右投右打。千葉ロッテマリーンズ所属。

## 経歴

### プロ入り前
小学校1年生の時に川辺ウィンスターズで野球を始め、日高川町立丹生中学校在学時は硬式野球クラブチームの和歌山日高ボーイズでプレーしていた。3学年上には泉口友汰がおり、西川の兄を通じて面識があった（泉口とは青山学院大学でも一緒になった）。
龍谷大学付属平安高等学校に進学し、2年春の第91回選抜高等学校野球大会で公式戦初出場。背番号16ながら遊撃手で先発出場し、ベスト8進出に貢献した。3年夏は新型コロナウイルスの影響で公式戦が中止となったが、京都府で行われた独自大会に出場し、ブロック決勝で京都成章に勝利した。高校通算7本塁打。高校・大学の1学年上に中島大輔がいる。
青山学院大学に進学後、ウエイトトレーニングを重ねパワーが向上。3年時の2023年から外野のレギュラーに定着して四番を務め、春・秋のリーグ戦で連覇、全日本大学野球選手権大会で優勝、明治神宮野球大会で準優勝した。特に春のリーグ戦では打率.364、3本塁打、10打点の活躍でベストナインとMVPを受賞した。また、2024年3月に開催された「カーネクスト 侍ジャパンシリーズ2024 日本vs欧州代表」では大学生ながら日本代表に選出された。3学年上に泉口友汰、2学年上に山中稜真、1学年上に下村海翔、常廣羽也斗、同学年に佐々木泰がいる。
2024年のプロ野球ドラフト会議にてオリックス・バファローズと千葉ロッテマリーンズの2球団に1巡目指名され、抽選の結果、ロッテが交渉権を獲得した。12月1日、契約金1億円プラス出来高、年俸1600万円で入団に合意した（金額は推定）。背番号は6。担当スカウトは福澤洋一。

### ロッテ時代
2025年、オープン戦では16試合に出場し、打率.410（39打数16安打）、6打点の成績を残した。開幕戦となった3月28日の福岡ソフトバンクホークス戦（みずほPayPayドーム福岡）で「1番・左翼手」として先発出場すると、第3打席で有原航平から左前適時打を放ちプロ初安打・初打点を記録した。5月18日の北海道日本ハムファイターズ戦で山本拓実からサヨナラ打を記録した。6月22日の横浜DeNAベイスターズ戦では、初の猛打賞を記録した。

## 選手としての特徴
フルスイングと確実性を兼ね備えたスラッガー。大学入学後に遊撃手からコンバートされた外野守備も平均以上と評される。

## 人物
"史礁"という名前には「一生不足なしで真っすぐ進み、先立ち（先に立って人を導くことが）できるように」という意味が込められている。
4歳上の兄・藍畝も龍谷大平安高・青山学院大の出身で、大学4年次には硬式野球部の主将を務めていた。
幼少期は家族の影響で巨人ファンであり、憧れていた選手は坂本勇人と長野久義。

## 詳細情報

### 記録
初記録
- 初出場・初先発出場：2025年3月28日、対福岡ソフトバンクホークス1回戦（みずほPayPayドーム福岡）、「1番・左翼手」で先発出場[22]
- 初打席：同上、1回表に有原航平から右飛
- 初安打・初打点：同上、6回表に有原航平から左前適時打[23]
- 初本塁打：2025年7月30日、対東北楽天ゴールデンイーグルス15回戦（ZOZOマリンスタジアム）、4回裏に岸孝之から左越ソロ

### 背番号
- 6（2025年[1] - ）

### 代表歴
- 2023年 第44回日米大学野球選手権大会 日本代表（メンバー）
- 2024年 第43回プラハベースボールウィーク 日本代表（メンバー）
- 2024年 第31回ハーレムベースボールウィーク 日本代表（メンバー）